# ATC (S)
Jest to część klasyfikacji anatomiczno-terapeutyczno-chemicznej:
- A – Przewód pokarmowy i metabolizm
- B – Krew i układ krwiotwórczy
- C – Układ sercowo-naczyniowy
- D – Dermatologia
- G – Układ moczowo-płciowy i hormony płciowe
- H – Leki hormonalne do stosowania wewnętrznego (bez hormonów płciowych)
- J – Leki stosowane w zakażeniach (przeciwinfekcyjne)
- L – Leki przeciwnowotworowe i immunomodulujące
- M – Układ mięśniowo-szkieletowy
- N – Ośrodkowy układ nerwowy
- P – Leki przeciwpasożytnicze, owadobójcze i repelenty
- R – Układ oddechowy
- S – Narządy wzroku i słuchu
- V – Różne (varia)

Obejmuje ona leki związane z narządami wzroku i słuchu:
- S – Narządy wzroku i słuchu
  - S 01 – Leki oftalmologiczne
  - S 02 – Leki otologiczne
  - S 03 – Leki oftalmologiczne i otologiczne

## S 01 –Leki oftalmologiczne
- S 01 A – Leki stosowane w zakażeniach oczu
  - S 01 AA – Antybiotyki
  - S 01 AB – Sulfonamidy
  - S 01 AD – Leki przeciwwirusowe
  - S 01 AE – Fluorochinolony
  - S 01 AX – Inne
- S 01 B – Leki przeciwzapalne
  - S 01 BA – Kortykosteroidy
  - S 01 BB – Kortykosteroidy w połączeniach z lekami rozszerzającymi źrenice
  - S 01 BC – Niesteroidowe leki przeciwzapalne
- S 01 C – Połączenia leków przeciwzapalnych z przeciwzakaźnymi
  - S 01 CA – Połączenia kortykosteroidów z lekami przeciwzakaźnymi
  - S 01 CB – Połączenia kortykosteroidów, leków przeciwzakaźnych i leków rozszerzających źrenice
  - S 01 CC – Połączenia niesteroidowych leków zapalnych z lekami przeciwzakaźnymi
- S 01 E – Leki stosowane w jaskrze i zwężające źrenicę
  - S 01 EA – Sympatykomimetyki stosowane w jaskrze
  - S 01 EB – Parasympatykomimetyki
  - S 01 EC – Inhibitory anhydrazy węglanowej
  - S 01 ED – Leki β-adrenolityczne
  - S 01 EE – Analogi prostaglandyny
  - S 01 EX – Inne
- S 01 F – Leki rozszerzające źrenicę
  - S 01 FA – Preparaty przeciwcholinergiczne
  - S 01 FB – Sympatykomimetyki (bez preparatów stosowanych w jaskrze)
- S 01 G – Leki zmniejszające przekrwienie oraz przeciwalergiczne
  - S 01 GA – Sympatykomimetyki stosowane jako leki zmniejszające przekrwienie
  - S 01 GX – Inne
- S 01 H – Środki miejscowo znieczulające
  - S 01 HA – Środki do znieczulenia miejscowego
- S 01 J – Preparaty diagnostyczne
  - S 01 JA – Środki barwiące
  - S 01 JX – Inne
- S 01 K – Preparaty pomocnicze w chirurgii oka
  - S 01 KA – Substancje wiskoelastyczne
  - S 01 KX – Inne
- S 01 L – Preparaty stosowane w chorobach naczyniowych oka
  - S 01 LA – Leki stosowane w chorobach naczyniowych oka
- S 01 X – Pozostałe leki oftalmologiczne
  - S 01 XA – Inne preparaty oftalmologiczne

## S 02 –Leki otologiczne
- S 02 A – Leki przeciwzakaźne
  - S 02 AA – Leki przeciwzakaźne
- S 02 B – Kortykosteroidy
  - S 02 BA – Kortykosteroidy
- S 02 C – Kortykosteroidy w połączeniach z lekami przeciwzakaźnymi
  - S 02 CA – Kortykosteroidy w połączeniach z lekami przeciwzakaźnymi
- S 02 D – Inne leki otologiczne
  - S 02 DA – Leki przeciwbólowe i znieczulające
  - S 02 DC – Preparaty obojętne

## S 03 –Leki oftalmologiczne i otologiczne
- S 03 A – Leki przeciwzakaźne
  - S 03 AA – Leki przeciwzakaźne
- S 03 B – Kortykosteroidy
  - S 03 BA – Kortykosteroidy
- S 03 C – Połączenia kortykosteroidów i leków przeciwzakaźnych
  - S 03 CA – Połączenia kortykosteroidów z lekami przeciwzakaźnymi
- S 03 D – Inne leki oftalmologiczne i otologiczne